# Raised by Wolves
Raised by Wolves és una sèrie de televisió estatunidenca creada per Aaron Guzikowski i estrenada el 3 de setembre de 2020 a HBO Max. La primera temporada consta de 10 episodis i té confirmada la renovació de la segona temporada.
Protagonitzada per Amanda Collin, Abubakar Salim, Winta MacGrath i Travis Fimmel. Ridley Scott va dirigir els dos primers capítols i també n'és el productor executiu.

## Sinopsi
Després d'una guerra religiosa que ha acabat amb una part molt important de la humanitat, dos androides s'encarreguen de criar fills humans en un misteriós planeta verge. Els androides, a qui els nens anomenen pare i mare, aprenen que controlar les creences dels humans és una tasca difícil. Quan arriba un grup d'humans del món anterior, hi ha un nen que veu clarament que s'estima més anar amb ells.

## Repartiment
- Amanda Collin: Mare
- Abubakar Salim: Pare
- Winta McGrath: Campion
- Travis Fimmel: Marcus
- Niamh Algar: Sue
- Felix Jamieson: Paul
- Jordan Loughran: Tempest
- Ethan Hazzard: Hunter
- Aasiya Shah: Holly
- Ivy Wong: Vita
- Clayton Evertson: Dorian
- Loulou Taylor: Cassia
- Matias Varela: Lucius
- Susan Danford: Justina
- Litha Bam: Bartok

## Capítols
La primera temporada de la sèrie consta de 10 episodis 

### Primera temporada (2020)
| Episodi | Títol              | Direcció             | Guió             |
| 1       | "Raised by Wolves" | Ridley Scott         | Aaron Guzikowski |
| 2       | "Pentagram"        | Ridley Scott         | Aaron Guzikowski |
| 3       | "Virtual Faith"    | Luke Scott           | Aaron Guzikowski |
| 4       | "Nature's Course"  | Luke Scott           | Aaron Guzikowski |
| 5       | "Infected Memory"  | Sergio Mimica-Gezzan | Heather Bellson  |
| 6       | "Lost Paradise"    | Sergio Mimica-Gezzan | Donald Joh       |
| 7       | "Faces"            | Alex Gabassi         | Karen Campbell   |
| 8       | "Mass"             | Alex Gabassi         | Sinead Daly      |
| 9       | "Umbilical"        | James Hawes          | Aaron Guzikowski |
| 10      | "The Beginning"    | Luke Scott           | Aaron Guzikowski |

## Al voltant de la sèrie
El creador i guionista principal de ‘Raised by Wolves’ es Aaron Guzikowski, conegut per ser guionista del film Prisoners (2013), compta amb Ridley Scott, el director de ''Blade Runner'' i ''Alien'' qui és el productor executiu i director dels primers dos episodis de Raised by wolves. Els seu fill Luke en dirigeix altres tres, el tercer i quart episodi i el que tanca la primera temporada.
La sèrie està filmada a Cap Occidental (Sud-àfrica), una ubicació versemblant per a la superfície del planeta Kepler-22b. Les zones desèrtiques i tranquil·les als afores al nord de Ciutat del Cap, serveixen per ambientar un entorn per a un planeta habitable, però no exactament hospitalari.

### Crítiques
A l'agregador Rotten Tomatoes, la primera temporada de Raised by Wolves obté un 73% d'aprovació global per part de 55 valoracions dels crítics, amb una puntuació de 6,94/10 i un 75% d'aprovació pel que fa als espectadors, amb una puntuació de 3,9/5.
A l'agregador de ressenyes Metacritic obté una puntuació de 64/100, amb 10 crítiques positives del total de 19 emeses per crítics professionals.
Segons l'apreciació de Lucy Mangan al diari britànic The Guardian, el que sembla preparat per a un retorn de Ridley Scott, paisatges gris-blau impressionants que omplen la pantalla i els seus temes preferits: els enfrontaments i les connexions entre la intel·ligència artificial i els humans, topen amb un món incongruent i una trama massa bàsica.
Per Toni de la Torre, una sèrie de grans dimensions que té al darrere Ridley Scott. Com a punt fort hi apunta el desplegament de recursos tècnics i l'espectacle visual.